# La Víbora
La Víbora es una zona residencial de La Habana. Pertenece al municipio "10 de Octubre". Sus principales calles son Calzada 10 de Octubre, en el Este, Avenida de Acosta, en el Sur y Avenida de Santa Catalina al Norte. 

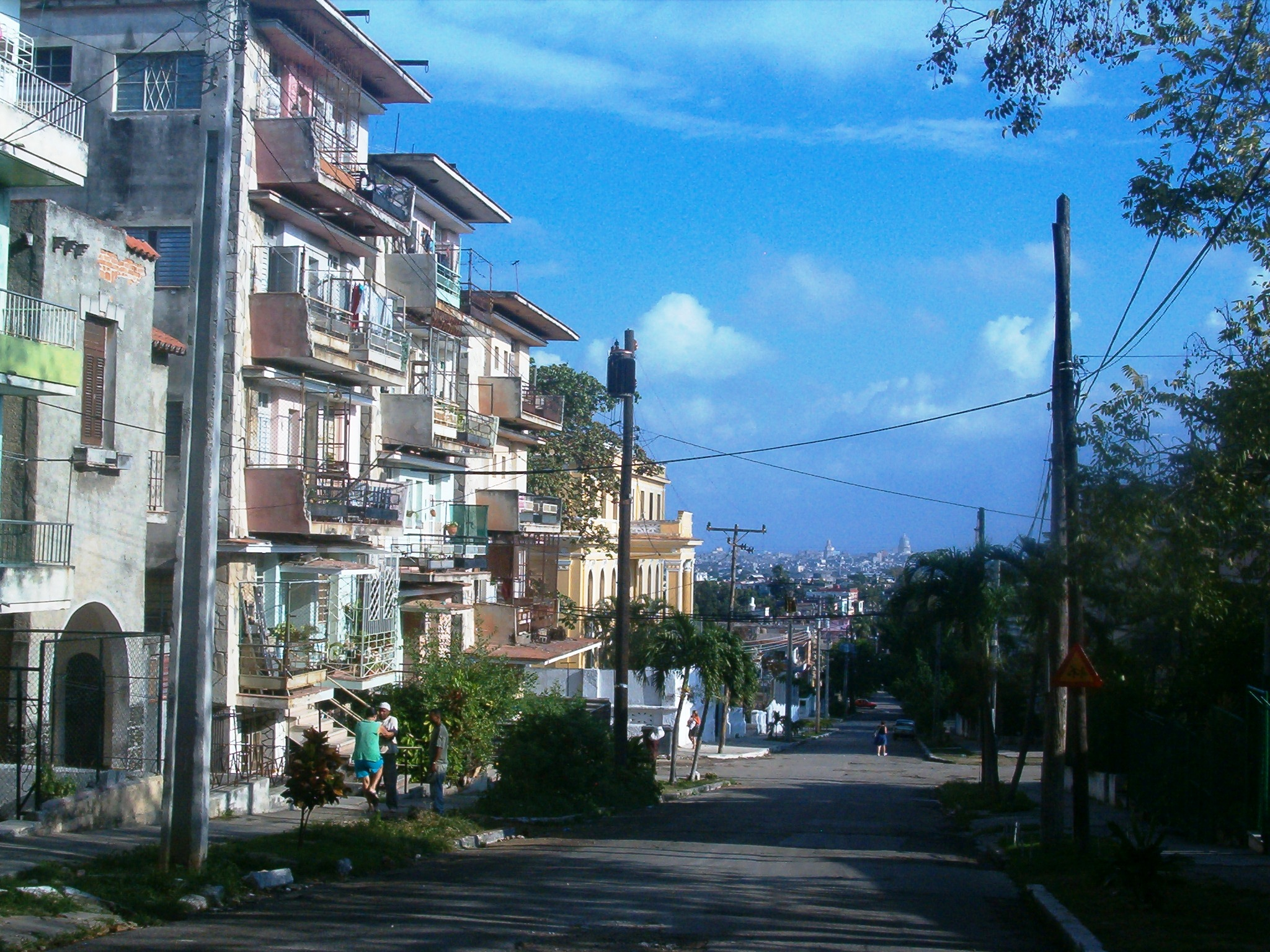
Vista de La Habana desde las colinas de La Víbora

## Historia
Se fundó en 1689; en sus orígenes fue una pequeña población donde se relevaban caballos de las diligencias que iban de La Habana a Güines. La población creció rápidamente y comenzó a aparecer en mapas locales y en crónicas. Actualmente, es el barrio más poblado de La Habana, con cerca de 250.000 habitantes.

## Residentes ilustres
- Leonardo Padura, escritor Premio Cervantes, cursó sus estudios preuniversitarios en el barrio
- Manuel Cofiño, escritor
- Raúl Roa, diplomático
- Antonio Bachiller y Morales
- Carlos Enríquez
- José Miguel Gómez, presidente de la República
- Jorge Anckermann, músico
- Rafael Trejo González, joven revolucionario asesinado en 1930
- Mariano Rodríguez

## Hijos célebres
- Roberto Fernández Retamar, poeta
- Amelia Peláez, pintora y ceramista
- Armando Oréfiche, músico
- Ernesto Reyes  , videografo

- Datos: Q3292737